# Władca lalek 6: Przekleństwo władcy lalek
Władca Lalek 6: Przekleństwo władcy lalek (ang. Curse of the Puppet Master) – amerykański horror z 1998 roku w reżyserii Davida DeCoteau. Jest to szósta część serii i sequel filmu Władca lalek 5: Ostatnia walka. Film wydano na rynek kina domowego.

## Fabuła
Doktor Magrew prowadzi muzeum lalek o nazwie „House of Marvels”. Choć posiada lalki stworzone przez Andre Toulona, nie zna sekretu ich ożywienia. Zamiast tego próbuje własnej metody polegającej na przeszczepieniu dusz żywych ludzi do lalek. W tym celu zatrudnia młodego rzeźbiarza Roberta Winsleya, w którym widzi idealnego kandydata do swojego eksperymentu. Robert zaczyna pracę nad nową lalką, nieświadomy, że jego dusza ma zostać przeniesiona do jej wnętrza. W międzyczasie rozwija się wątek romantyczny między Robertem a córką Magrewa, Jane, która zaczyna podejrzewać, że jej ojciec skrywa mroczne sekrety. Gdy Robert zostaje poddany eksperymentowi i jego dusza trafia do lalki o imieniu Tank, pozostałe lalki m.in. Blade, Pinhead i Leech Woman buntują się przeciwko doktorowi i zabijają go.

## Obsada
- George Peck – Dr. Magrew
- Emily Harrison – Jane Magrew
- Josh Green – Robert „Tank” Winsley
- Michael D. Guerin – Joey Carp
- Michael Sollenberger – Station Owner
- Marc Newburger – Art Cooney
- Scott Boyer – Larry
- Jason Dean Booher – Pogo

### Lista lalek występujących w filmie
- Blade
- Pinhead
- Leech Woman
- Jester
- Tunneler
- Six Shooter
- Matt
- Tank
- Dummy